# Pierwszy rząd Roberta Ficy
Pierwszy rząd Roberta Ficy – trójpartyjny gabinet rządzący Słowacją od 4 lipca 2006 do 8 lipca 2010.
Rząd powstał po wyborach z 17 czerwca 2006 wygranych przez SMER-SD. W skład gabinetu wchodzili ministrowie delegowani przez partię SMER-SD, Partię Ludową – Ruch na rzecz Demokratycznej Słowacji (ĽS-HZDS) oraz Słowacką Partię Narodową (SNS). Trójpartyjna koalicja, która odsunęła od władzy rządzący od 2002 centroprawicowy układ polityczny, dysponowała w ówczesnym parlamencie większością 85 głosów w Radzie Narodowej. Rząd funkcjonował przez całą czteroletnią kadencję parlamentu.

## Skład rządu
- Premier
  - Robert Fico (SMER-SD)
- Wicepremier ds. społeczeństwa wiedzy, spraw europejskich, praw człowieka i mniejszości
  - Dušan Čaplovič (SMER-SD)
- Wicepremier, minister spraw wewnętrznych
  - Robert Kaliňák (SMER-SD)
- Wicepremier, minister oświaty
  - Ján Mikolaj (SNS)
- Wicepremier, minister sprawiedliwości
  - Štefan Harabin (ĽS-HZDS) od 4 lipca 2006 do 23 czerwca 2009
  - Viera Petríková (ĽS-HZDS) od 3 lipca 2009
- Minister spraw zagranicznych
  - Ján Kubiš (SMER-SD) – od 4 lipca 2006 do 26 stycznia 2009
  - Miroslav Lajčák (SMER-SD) – od 26 stycznia 2009
- Minister obrony
  - František Kašický (SMER-SD) – od 4 lipca 2006 do 30 stycznia 2008
  - Jaroslav Baška (SMER-SD) – od 30 stycznia 2008
- Minister gospodarki
  - Ľubomír Jahnátek (SMER-SD)
- Minister finansów
  - Ján Počiatek (SMER-SD)
- Minister transportu, poczty i telekomunikacji
  - Ľubomír Vážny (SMER-SD)
- Minister rolnictwa
  - Miroslav Jureňa (ĽS-HZDS) – od 4 lipca 2006 do 28 listopada 2007
  - Zdenka Kramplová (ĽS-HZDS) – od 28 listopada 2007 do 18 sierpnia 2008
  - Stanislav Becík (ĽS-HZDS) – od 18 sierpnia 2008 do 16 września 2009
  - Vladimír Chovan (ĽS-HZDS) – od 16 września 2009
- Minister budownictwa i rozwoju regionalnego
  - Marian Janušek (SNS) – od 4 lipca 2006 do 15 kwietnia 2009
  - Igor Štefanov (SNS) – od 15 kwietnia 2009 do 11 marca 2010
  - Ján Mikolaj (SNS) – od 11 marca 2010
- Minister pracy, spraw społecznych i rodziny
  - Viera Tomanová (SMER-SD)
- Minister środowiska
  - Jaroslav Izák (SNS) – od 4 lipca 2006 do 18 sierpnia 2008
  - Ján Chrbet (SNS) – od 18 sierpnia 2008 do 5 maja 2009
  - Viliam Turský (SNS) – od 20 maja 2009 do 28 sierpnia 2009
  - Jozef Medveď (SMER-SD) – od 29 października 2009
- Minister kultury
  - Marek Maďarič (SMER-SD)
- Minister zdrowia
  - Ivan Valentovič (SMER-SD) – od 4 lipca 2006 do 3 czerwca 2008
  - Richard Raši (SMER-SD) – od 3 czerwca 2008